# KornShell
De KornShell, vaak aangeduid door het bijbehorende commando ksh, is een door Bell Labs ontworpen shell voor UNIX. De shell is ontworpen om op dezelfde manier als de Bourne Shell sh te kunnen worden gebruikt, maar ook om sommige mogelijkheden van C Shell csh mogelijk te maken in een omgeving waar men gewend is de nogal primitieve Bourne Shell te gebruiken. Onder meer de mogelijkheid om complexe commando's in te geven met een op Emacs gelijkende interface maken het in bepaalde kringen een populaire commando-interpreter. De KornShell is naar de oorspronkelijke auteur genoemd, David Korn, is inmiddels de standaard in AIX en inmiddels ook onder een vrije licentie beschikbaar. 